# Pierre Viette
Pierre E. L. Viette (Orléans, 29 juni 1921 – Bar-sur-Aube, 30 april 2011) was een Franse entomoloog.
Viette studeerde aan de Universiteit van Bourgondië in Dijon tijdens de Duitse bezetting van Frankrijk in de Tweede Wereldoorlog. Na het behalen van zijn universitaire graad in 1945, trad hij toe tot het Centre National de la Recherche Scientifique in de afdeling Entomologie van het Muséum national d'Histoire naturelle in Parijs. Hij voltooide zijn opleiding door cursussen te volgen van Jean Marcel Robert Denis (1893-1969) aan de Universiteit van Bourgondië in Dijon. In 1951 ging hij voor het eerst naar Madagaskar. Hij was vooral geïnteresseerd in nachtvlinders.
In 1962 publiceerde hij zijn proefschrift over de "Noctuelles trifides de Madagascar" in een indrukwekkend boekwerk van 531 pagina's. Hij is de ontvanger van de Karl Jordan Medal-prijs in de Verenigde Staten (1978) en ontving een laureaat van de (Franse) Academie van Wetenschappen. Viette ontving ook de Constant-prijs van de Société entomologique de France in 1951 (samen met P. Rougeot) en de Dollfus-prijs van de Société entomologique de France in 1978.
In 1956 was hij samen met Renaud Paulian verantwoordelijk voor de uitgave van de serie "Faune de Madagascar". Onder zijn leiding werden 89 delen uitgegeven, waarvan vier door hem zelf geschreven.
- Bibliothèque nationale de France: cb12291685r (data)
- Gemeinsame Normdatei: 1026681278
- International Standard Name Identifier: 0000 0001 1047 3141
- Library of Congress Control Number: n84032528
- Nationale Bibliotheek van Israël: 987007364659905171
- Nederlandse Thesaurus van Auteursnamen: 069094411
- Système universitaire de documentation: 031761852
- Museum of New Zealand Te Papa Tongarewa: 67806
- Virtual International Authority File: 27130129
- WorldCat: E39PBJqbpmjctjVqWpHDfK8t8C